# لیکوی هیندی
لیکوی هیندی (نام علمی: Turdoides hindei) نام یک گونه از سرده لیکوها است.